# تفاوت التلون
تفاوت التلون (بالإنجليزية: Anisochromia)‏ هو تباين مَلحوظ في اللونية الخاصة بلون كثافة كريات الدم الحمراء، حيثُ يرتبط بشكلٍ خاص مع وصف عدد من أمراض الدم مثل فقر الدم الضخم الأرومات.